# Country for Old Men
Country for Old Men è il quarantanovesimo album in studio del compositore jazz statunitense John Scofield, pubblicato il 23 settembre 2016. L'album ha valso a Scofield due Grammy nel 2017: uno per l'album, premiato come il migliore di jazz strumentale e uno per la canzone I'm So Lonesome I Could Cry come miglior canzone jazz strumentale.

## Tracce
1. Mr Fool
2. I'm So Lonesome I Could Cry
3. Bartender's Blues
4. Willwood Flower
5. Wayfaring Stranger
6. Mama Tried
7. Jolene
8. Faded Love
9. Just A Girl I Used To Know
10. Red River Valley
11. You're Still The One
12. I'm An Old Cowhand

## Classifiche

### Classifiche settimanali
| Classifica (2016) | Posizione massima |
| ----------------- | ----------------- |
| US Jazz Albums    | 4                 |